# スペースDJリョウ
スペースDJリョウ（Space DJ Ryo）（1963年9月13日 - ）は日本のDJ、ハウスミュージシャン。レイヴ音楽バンド、ファー・イースト・アシッド・ハウス・クワルテットの元・メンバー。1980年代後半から1990年代にかけて活動していたが、現在は音楽活動は引退している。

## 来歴
- 1963年生まれ。大阪市出身。
- 1981年、ハードコア・パンクバンド、「精神異常集団エス・イー・エックス」結成、ライブ活動を行う。バンド・リーダー、ドラマーをつとめた。
- 1986年、オルタナティブ・ロック・バンド、「淫心」に加入。同バンド・メンバーでロンドンに渡り、ファー・イースト・アシッド・ハウス・クワルテットを結成。以後はバンド・メンバーとして、DJ、打ち込み担当などをつとめた。
- 1998年頃、バンド解散とともに、人知れず引退していた。
- 2000年頃、イギリス人女性と結婚。
- 以後、長らく沈黙を守っていたが、2007年に元・バンドメンバーの芙苑晶とロンドンで10年ぶりに再会、「ファー・イースト」作品が収められたアルバム『恍惚的宇宙論/トランス・レイヴ・コスモロジー（Trance-Rave Cosmology）』（「芙苑晶 with トランス・レイヴ・ドーターズ」名義）（2007年発表）においてリミキサーとしてゲスト参加している。
- 2008年9月9日、現在の若い世代の「ファー・イースト」ファンからの公開質問状による「Q&A集」、同バンドの元・メンバーである芙苑晶・スペースDJリョウの二人による最新の「eメール書簡集」の二部構成による公式サイト「レイヴ聖典 - 芙苑晶 + スペースDJリョウ - ファー・イースト・アシッド・ハウス・クワルテット ( Far East Acid House Quartet )」が立ち上げられた。現在は音楽活動はリタイアしているが、同サイトにおいては近況報告等も見られる。

## 参照項目
- ファー・イースト・アシッド・ハウス・クワルテット
- 芙苑晶